# تکنوفسیل

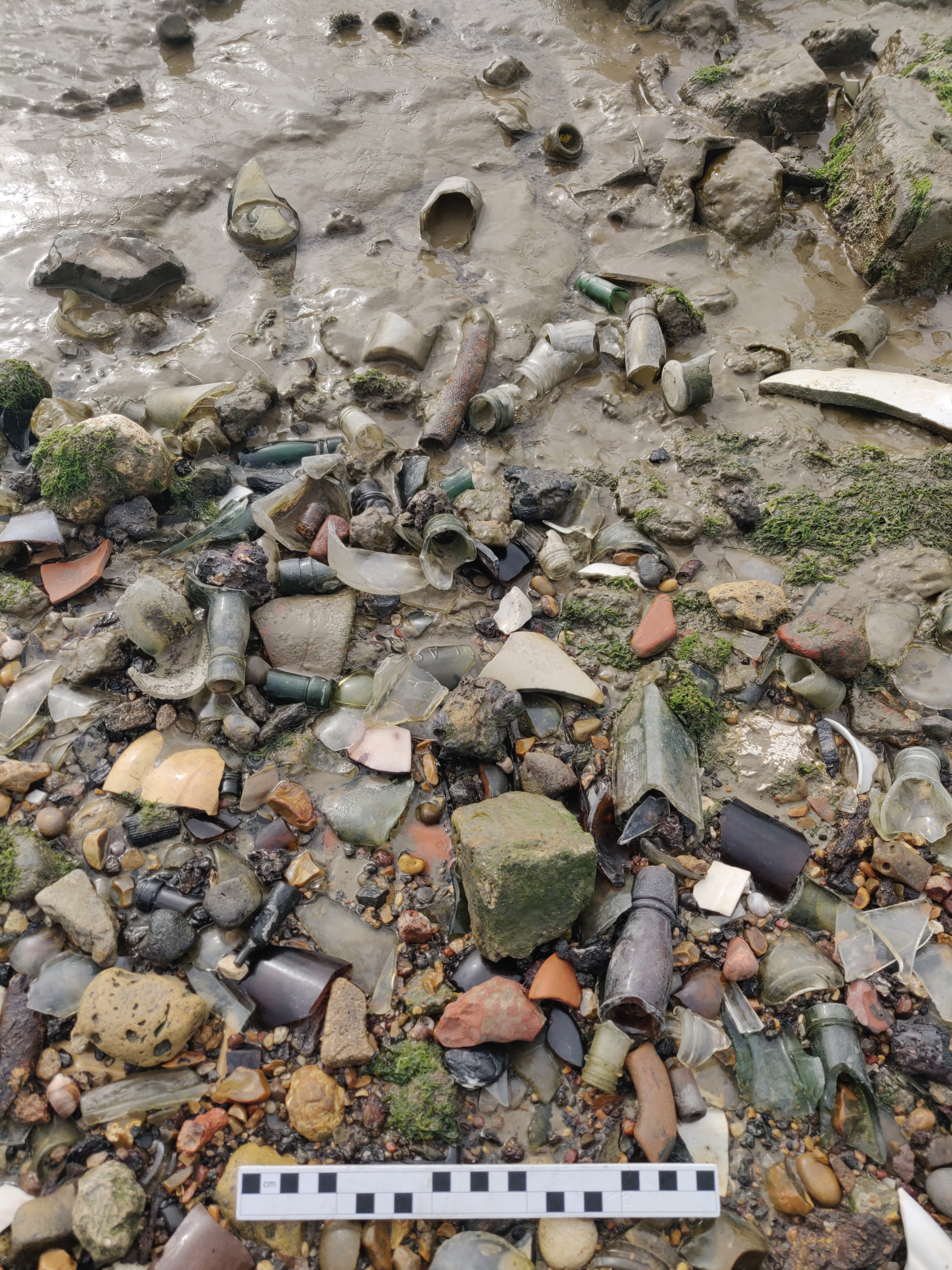
نمونه‌هایی از تکنوفسیل‌های قرن بیستم در رسوبات دفن زباله غرق‌شده در شرق تیلبری در مصب رودخانه تیمز، متشکل از چندین ماده تولید انبوه.

تکنوفسیل به شواهد زمین‌شناسی از فعالیت‌های تکنولوژیکی انسان اشاره دارد که در لایه‌های زمین حفظ شده‌اند و برای میلیون‌ها سال باقی خواهند ماند. این مواد انسانی نشانگرهای متمایزی در سوابق زمین‌شناسی تشکیل می‌دهند، به طوری که بسیاری از زمین‌شناسان، دیرینه‌شناسان و محققان محیط زیست اظهار داشته‌اند که این مواد، شواهد آینده‌ای از تمدن صنعتی و مصرف‌گرای بشریت را فراهم می‌کنند. تکنوفسیل‌ها جنبهٔ مهمی از دورهٔ پیشنهادی آنتروپوسن را نشان می‌دهند که با تأثیر عمیق زمین‌شناسی بشر بر سیاره به دلیل تولید انبوه منابع مصنوعی، بقایای بیولوژیکی اصلاح‌شده و نشانگرهای شیمیایی یا رادیواکتیو مشخص می‌شود.

## مفهوم
اصطلاح «تکنوفسیل» که اولین بار در سال ۲۰۱۴ ابداع شد، مواد تولید شده یا اصلاح شده‌ای را توصیف می‌کند که از دوام کافی برای ماندگاری در سوابق زمین‌شناسی زمین برای میلیون‌ها سال برخوردارند. برخلاف فسیل‌های زیستی سنتی، تکنوفسیل‌ها به جای فرآیندهای طبیعی و زیستی، حاصل فرآیندهای تکنولوژیکی انسان هستند. این آثار باستانی ماندگار، یک امضای چینه‌شناسی متمایز را تشکیل می‌دهند که به گفتهٔ چندین زمین‌شناس و دانشمند محیط زیست، برای زمین‌شناسان آینده یا موجودات هوشمندی که تاریخ زمین را بررسی می‌کنند، قابل شناسایی خواهد بود.
اساتید گروه زمین‌شناسی دانشگاه لستر، جان زالاسیویچ، مارک ویلیامز و سارا گابت، تکنوفسیل‌ها را یکی از ویژگی‌های تعیین‌کنندهٔ آنتروپوسن می‌دانند. هر یک از این نظریه‌ها بیان می‌کنند که دوام و توزیع گسترده جهانی آنها در حال ایجاد یک امضای زمین‌شناسی بی‌سابقه و متمایز از تمام دوره‌های زمین‌شناسی پیشین است. ویلیامز، تکنوفسیل‌ها را در نهایت به عنوان «نشانه تعیین‌کننده» آنتروپوسن توصیف کرد و اظهار داشت که باستان‌شناسان آینده، لایه‌های تکنوفسیل را «بسیار عجیب‌تر و شگفت‌انگیزتر از استخوان‌های دایناسورها» خواهند یافت.

## انواع

### محصولات تولیدی

#### پلاستیک‌ها
پلیمرهای مصنوعی، به دلیل دوام استثنایی، حجم تولید انبوه و توزیع جهانی، زمین‌شناسان را بر آن داشته است تا آنها را به عنوان فراگیرترین و پایدارترین تکنوفسیل‌ها توصیف کنند. بسیاری از پلیمرهای مصنوعی، پایداری شیمیایی قابل مقایسه‌ای با برخی از مواد فسیلی طبیعی نشان می‌دهند. چنین اقلامی شامل محصولات پلاستیکی یکبار مصرف، به ویژه از غذاهای آماده و کالاهای مصرفی، میکروپلاستیک موجود در رسوب دریایی و الیاف مصنوعی و پارچه مصنوعی حاوی الیاف پلاستیکی می‌شوند.

تکنوفسیل در کاوز هیون

دیرینه‌شناسانی مانند زالاسیویچ و گابوت خاطرنشان کردند که برخی از فسیل‌های آلی باستانی، مانند دیواره سلول جلبک سبز ۵۰ میلیون ساله و لوله‌های آلی گراپتولیت‌ها، حاوی ترکیباتی هستند که از نظر شیمیایی شبیه به پلی‌اتیلن مدرن هستند و این نشان می‌دهد که مواد پلاستیکی با طول عمر فوق‌العاده احتمالاً در سوابق زمین‌شناسی از خود نشان خواهند داد.

#### منسوجات مصنوعی
منسوجات مصنوعی بسیار بیشتر از الیاف طبیعی سنتی مانند پنبه، کتان و ابریشم که به راحتی و بدون شرایط نگهداری خاص تجزیه می‌شوند، دوام می‌آورند. محل‌های دفن زباله می‌توانند به‌طور مؤثری لباس‌های دور ریخته شده را مومیایی کنند و این مواد را برای فسیل‌سازی فنی بالقوه حفظ کنند. ظهور ناگهانی منسوجات مصنوعی، مرز چینه‌شناسی مشخصی را در سابقه زمین‌شناسی زمین مشخص می‌کند، زیرا آنها نشان‌دهنده یک جدایی کامل از هزاره‌های تولید الیاف طبیعی زیست‌تخریب‌پذیر قبل از خود هستند. تولید منسوجات مدرن سالانه از ۱۰۰ میلیارد لباس فراتر می‌رود که دو برابر میزان تولید شده در دو دهه پیش است.

#### بتن
بتن، با وزن بیش از ۵۰۰ میلیارد تن و دارا بودن ویژگی‌های ذاتی مساعد برای تکنوفسیلیزاسیون، فراوان‌ترین مادهٔ ساخته شده توسط بشر است. دوام این ماده و شرایطی مانند مراکز شهری در مناطق ساحلی در حال فرونشست، شرایط ایده‌آلی را برای فسیل شدن فراهم می‌کند. دانشمندان محیط زیست اظهار می‌کنند که سازه‌های بتنی در شهرهایی مانند نیواورلئان که پایین‌تر از سطح دریا ساخته شده‌اند، در نهایت در زیر رسوبات فرو خواهند رفت و پی‌ها، دیوارهای ساحلی و زیرساخت‌ها را حفظ خواهند کرد. بسیاری از زمین شناسان پیش‌بینی می‌کنند که این رسوبات بتنی عظیم، مناطق سنگی متمایزی را در لایه‌های سنگی آینده ایجاد خواهند کرد و الگوهای هندسی و ساختاری تمدن بشری را حفظ خواهند کرد.

#### فلزات
در حالی که فلزات خالص به دلیل واکنش‌پذیری‌شان به ندرت در سوابق زمین‌شناسی باقی می‌مانند، بسیاری از زمین‌شناسان پیش‌بینی می‌کنند که محصولات فلزی، آثار متمایز و سازندهای معدنی را که نشان‌دهنده تمدن پیشین بشر است، بر جای خواهند گذاشت.
اگرچه ظروف نوشیدنی آلومینیومی در نهایت حل می‌شوند، اما می‌توانند فضاهای خالی مشخصی را پر از ترکیبات معدنی رسی متمایز، از خود به جا بگذارند. رسانای مسی از وسایل الکترونیکی به تدریج به سازندهای معدنی مس تبدیل می‌شوند که به عنوان «از نظر بصری چشمگیر» توصیف می‌شوند، از جمله آزوریت، مالاکیت و بورنیت. چارچوب‌های فلزی همچنین با معدنی شدن تدریجی، الگوهای توخالی متمایزی ایجاد می‌کنند. احتمالاً بخش‌هایی از تلفن‌های همراه و توربین‌های بادی نیز حفظ شده‌اند.

### مواد بیولوژیکی اصلاح‌شده
تأثیر بشر بر موجودات زنده، سوابق فسیلی متمایزی را نیز ایجاد خواهد کرد. استخوان‌های مرغ اهلی، بیشترین بقایای پرندگان در تاریخ زمین را نشان می‌دهند، به طوری که تقریباً ۲۵ میلیارد مرغ در هر لحظه زنده هستند. جوجه‌های گوشتی مدرن ساختارهای اسکلتی کاملاً متفاوتی نسبت به اجداد وحشی خود نشان می‌دهند که باعث ایجاد یک گذار مورفولوژیکی ناگهانی در سوابق فسیلی می‌شود که بسیاری از زمین‌شناسان معتقدند برای دیرین‌شناسی آینده آشکار خواهد بود. ظهور ناگهانی این موجودات زنده که به صورت انتخابی پرورش یافته و اصلاح شده‌اند و برای رشد سریع و تولید گوشت پرورش داده شده‌اند، می‌تواند شواهدی از دخالت انسان در تکامل بیولوژیکی ارائه دهد.
علاوه بر این، بقایای انسانی در گورستان‌های در حال فرونشست می‌توانند شواهدی از جمعیت‌شناسی جمعیت انسان مدرن را حفظ کنند، اگرچه تعداد آنها بسیار کمتر از فسیل‌های حیوانات اهلی خواهد بود.

### تکنوفسیل‌های زیرزمینی
بیش از ۵۰ میلیون کیلومتر چاه نفت و گاز حفاری شده از میان لایه‌های زمین‌شناسی عبور کرده و تغییرات دائمی در سازندهای سنگی ایجاد می‌کنند. تقریباً ۱۵۰۰ آزمایش زیرزمینی سلاح‌های هسته‌ای، حفره‌های کروی متمایزی ایجاد کرده‌اند که با سنگ‌های مذاب پوشیده شده‌اند و توسط شبکه‌های شکستگی پیچیده احاطه شده‌اند و ویژگی‌های زمین‌شناسی منحصر به فردی را ایجاد کرده‌اند که زمین‌شناسان آنها را برخلاف هر فرایند طبیعی می‌دانند.
عملیات معدنکاری شبکه‌های تونلی گسترده‌ای را در سراسر پوسته سیاره زمین به جا گذاشته است، در حالی که گمانه‌ها و سایر حفاری‌ها شبکه‌ای جهانی از تغییرات زمین‌شناسی ساخته دست بشر ایجاد می‌کنند. این تغییرات زیرزمینی نشان‌دهنده تغییرات نامحدود در زمین‌شناسی زیرسطحی زمین هستند.

### امضاهای شیمیایی و رادیولوژیکی
فراتر از مصنوعات فیزیکی، تمدن بشری امضاهای شیمیایی متمایزی ایجاد کرده است که در سوابق زمین‌شناسی باقی خواهند ماند. مواد پر- و پلی‌فلوئوروآلکیل (PFAS)، که معمولاً به عنوان «مواد شیمیایی ابدی» شناخته می‌شوند، پایداری فوق‌العاده‌ای در محیط زیست از خود نشان می‌دهند و نشانگرهای شیمیایی متمایزی را در رسوبات رسوبی ایجاد می‌کنند. موادی مانند پوشش‌های پلی تترافلوئورواتیلن احتمالاً از اشیاء فلزی که می‌پوشانند، دوام بیشتری دارند و به صورت لایه‌های نازک و انعطاف‌پذیر در سوابق زمین‌شناسی باقی می‌مانند. ترکیبات مصنوعی مانند دیوکسین‌ها پایداری محیطی بسیار بالایی را نشان می‌دهند، که قابل مقایسه با مولکول‌های زیستی باکتریایی است که در سنگ‌های ۱٫۶ میلیارد ساله استرالیا حفظ شده‌اند.
ایزوتوپ پرتوزا حاصل از آزمایش سلاح‌های هسته‌ای، به ویژه آنهایی که بین سال‌های ۱۹۵۲ تا ۱۹۶۳ انجام شدند، یک نشانگر چینه‌شناسی جهانی ایجاد کردند که در سراسر جهان توزیع شده است. بسیاری از زمین‌شناسانی که اعلامیه رسمی آنتروپوسن را در سال ۲۰۲۴ پیشنهاد دادند، نشانه‌های رادیولوژیکی را به عنوان نامزد اصلی برای تعریف آغاز این دوره در نظر گرفتند.

## نگهداری
مانند فسیل‌های سنتی، تکنوفسیل‌ها برای حفظ طولانی مدت به شرایط خاصی نیاز دارند. اعتقاد بر این است که دفن شدن در زیر رسوبات، به ویژه در محیط‌های دریایی یا دریاچه‌ای، مطلوب‌ترین شرایط را برای حفظ و نگهداری فراهم می‌کند. فرونشست مناطق شهری ساحلی شرایط مناسبی را برای حفظ زیرساخت‌های انسانی فراهم می‌کند، زیرا به تدریج فرونشست زمین باعث تجمع رسوبات می‌شود که از آثار باستانی در برابر فرسایش و هوازدگی محافظت می‌کند.
محل‌های دفن زباله محیط‌های مصنوعی حفاظتی ایجاد می‌کنند که با محدود کردن قرار گرفتن در معرض اکسیژن و سوخت‌وساز میکروبی، از تخریب جلوگیری می‌کنند. سازندهای زمین‌شناسی عمیق، محیط‌های پایداری را برای تکنوفسیل‌های زیرزمینی فراهم می‌کنند و آنها را از فرآیندهای فرسایش سطحی محافظت می‌کنند.
بسیاری از تکنوفسیل‌ها در بازه‌های زمانی زمین‌شناسی، مواد شیمیایی را در محیط آزاد می‌کنند که به‌طور بالقوه بر اکوسیستم‌های آینده تأثیر می‌گذارد.

### حفاظت فرهنگی
برخی از تکنوفسیل‌ها ممکن است ناخواسته اطلاعات فرهنگی را حفظ کنند. اسناد کاغذی، پتانسیل فسیل شدن را بر اساس برگ‌ها و مواد گیاهی باستانی حفظ‌شده که فرآیندهای حفاظتی مشابهی را طی کرده‌اند، نشان می‌دهند. گرافیت مدادها پایداری زمین‌شناسی قابل توجهی را نشان می‌دهد و به‌طور بالقوه اطلاعات نوشتاری یا ترسیم شده را حفظ می‌کند. نقاشی‌های کودکان به دلیل ترکیب ساده گرافیت و پتانسیل دفن شدن در رسوبات، به عنوان نمایانگر بیانات فرهنگی پایدار انسان در نظر گرفته می‌شوند. رسانه‌های ذخیره‌سازی اطلاعات دیجیتال، با وجود فراوانی‌شان، ممکن است نسبت به فناوری‌های آنالوگ قدیمی‌تر، دوام کمتری داشته باشند و شکاف بالقوه‌ای در سوابق فرهنگی حفظ‌شده برای مطالعات آینده ایجاد کنند.

## برای مطالعهٔ بیشتر
- گابوت، سارا؛ دور انداخته شده: چگونه فسیل‌های تکنولوژیک میراث نهایی ما خواهند بود. نیویورک: انتشارات دانشگاه آکسفورد. شابک ۹۷۸-۰-۱۹-۲۸۶۹۳۳-۳